# Heinz Aldinger
Heinz Aldinger (født 7. januar 1933 i Waiblingen, død 18. oktober 2024) var en tysk fodbolddommer. Han dømte en kamp ved EM i fodbold 1980 mellem Belgien og England og desuden 136 kampe i Bundesligaen og finalen i UEFA Pokalvindernes Turnering i 1978.